# جعفر أباد (غناباد)
جعفر أباد (بالفارسية: جعفرآباد) هي قرية تقع في قسم بسكلوت الريفي في إيران. يقدر عدد سكانها بـ 53 نسمة .